# Les Lais du Beleriand
Les Lais du Beleriand (titre original : The Lays of Beleriand) est un livre de textes de J. R. R. Tolkien publiés à titre posthume par son fils Christopher. Il constitue le troisième volume de l’Histoire de la Terre du Milieu. Paru en 1985, sa traduction française, assurée par Elen Riot (poèmes) et Daniel Lauzon (commentaire et notes) sous la direction de Vincent Ferré, a été publiée chez Christian Bourgois Éditeur en mai 2006.
Ce volume comprend notamment les deux longs lais composés par J. R. R. Tolkien, soit  Les Enfants de Húrin (Voir sur Wikidata) (1920-1925), en vers allitératifs, relatant l'histoire de Túrin Turambar, et le Lai de Leithian (1925-1931 puis 1949-1950), en tétramètres iambiques (transcrits par des octosyllabes dans la traduction française) rimés, relatant l'histoire de Beren et Lúthien. Ces deux poèmes, qui existent chacun en deux versions, sont restés inachevés, mais la première version compte dans les deux cas plusieurs milliers de vers.
Il contient également d'autres poèmes plus courts, notamment des versions inachevées en vers allitératifs des récits de la chute de Gondolin ((Voir sur Wikidata)) et de la fuite des Noldoli du Valinor.
La traduction française comporte également le texte original anglais du Lai de Leithian, ainsi qu'un index, absent des éditions françaises des deux premiers volumes de la série (Le Livre des contes perdus).